# (34095) 2000 PW11
2000 PW11 (asteroide 34095) é um asteroide da cintura principal. Possui uma excentricidade de 0.16668680 e uma inclinação de 14.54463º.
Este asteroide foi descoberto no dia 1 de agosto de 2000 por LINEAR em Socorro.